# 久留米情報システム
久留米情報システム株式会社（くるめじょうほうしすてむ、英: Suzumo Machinery Co.,LTD）は、福岡県久留米市に本社を置く、日本のシステムインテグレーター（ユーザー系）。

## 概要
筑後地区を中心に事業を展開しており、久留米運送グループ向けだけでなく、一般企業向けにもシステムの構築・運用保守を手がけている。またパッケージソフトウェア販売事業、データセンター事業、アウトソーシング事業等も展開している。

## 沿革
- 1985年6月 - 久留米運送株式会社情報管理・運用部門が分離独立し、会社設立[1]。
- 1987年4月 - 久留米運送株式会社電子計算部門の業務引き継ぎ、一般企業向けプログラム開発受託開始[2]。
- 1991年8月 - 本社新社屋竣工[2]。
- 1999年9月 - 当社システム部門の一部と久留米運送株式会社教育部門が独立し、ジャパンビジネスクリエート株式会社（現：堅榮株式会社）を設立。

## サービス
- WEB業務システム「Miraie」シリーズ -  2018年9月販売開始[2]

## 事業所
- 本社

福岡県久留米市東櫛原町389-1
- 飲食店事業（カフェアルカディア）

福岡県久留米市宮の陣4-29-11 久留米ビジネスプラザ